# Кусюча черепаха зубчата
Кусюча черепаха зубчата (Elseya dentata) — вид черепах з роду Австралійські кусючі черепахи родини Змієшиї черепахи. Інша назва «австралійська кусюча черепаха північна».

## Опис
Загальна довжина карапаксу досягає 40 см. Голова середнього розміру. Шия довга. Карапакс овальний. Пластрон довгий і вузький, не відповідний за розміром карапакса.
Голова, шия та кінцівки забарвлені від сірого і оливкового до темно-коричневого, а з одного боку голови присутня широка світла смуга, що тягнеться від ока до шиї. Колір карапаксу коливається від сіро-оливкового до темно-коричневого або чорного. Пластрон і зв'язка забарвлені від жовтого або кремового до сіро-коричневого й чорного з віком.

## Спосіб життя
Полюбляє великі річки та пов'язані з ними лагуни та закрути, а також канали й ставки зі стоячою водою. У сухий сезон закопується і йде у сплячку. Харчується до 65,5 % рослинною їжею, 18,7 % водними безхребетними (губками, креветками, комахами), й 15,6 % сухопутними безхребетними (комахами).
Самиця відкладає у період з квітня до липня до 18 яєць. Черепашенята вилуплюються 6 місяців потому. Яйця мають тендітну шкаралупу та довгасту форму (46,7-56,9x25,7-32,7 мм).

## Розповсюдження
Мешкає від району Кімберлі у Західній Австралії через Північну Територію до басейну р. Бернетт на південному сході Квінсленда.